# Елизабет фон Насау-Саарбрюкен (1459 – 1479)
Елизабет фон Насау-Саарбрюкен (на немски: Elisabeth von Nassau-Saarbrücken; * 19 октомври 1459; † 9 март 1479) от род Дом Насау (Валрамска линия) е графиня Насау-Саарбрюкен и чрез женитба херцогиня на Юлих и Берг, и графиня на Равенсберг.

## Биография
Тя е дъщеря на граф Йохан II фон Насау-Саарбрюкен (1423 – 1472) и първата му съпруга Йохана фон Лоон-Хайнсберг (1443 – 1469), дъщеря наследничка на граф Йохан IV фон Лоон-Хайнсберг († 1448).
Елизабет се омъжва на 19 октомври 1472 г. в Саарбрюкен за херцог Вилхелм II фон Юлих-Берг (1455 – 1511). Тя му донася богато наследство, но умира през 1479 г. Бракът е бездетен.
През 1481 г. нейният съпруг се жени втори път за принцеса Сибила фон Бранденбург (1467 – 1524).